# Сага о побратимима
Сага о побратимима (исл. Fóstbrœðra saga) једна је од средњовековних исландских сага из циклуса Сага о Исланђанима. Верује се да је написана почетком XIII века, а садржајно прати период између 1010. и 1030. године. 
Централне фигуре ове, на неки начин, породичне саге су два младића Торгејр (исл. Þorgeirr) и Тормоуд (исл. Þormóðr) међусобно повезани крвом заклетвом о вечитом побратимству. Кроз њихове карактере писац представља две крајња супротстављене стране људске природе, Торгејр је веома способан и храбар ратник који је у стању да убије из разоноде, док је Тормоуд песник и женскарош који вечито изазива невоље. У самом рукопису се налази значајан број рима које је Тормоуд посвећивао свом побратиму. 
Извори текст је до данашњих дана сачуван у три рукописа из XIV века, сваки од њих има одређене разлике у садржају и ниједан није комплетан. 